# قبر أم الهيشة
قبر أم الهيشة هو مدينة واحة صحراوية في شعبية الواحات في منطقة برقة شمال شرق ليبيا.

قبل عام 1983، كانت جزءًا من محافظة الخالجي. بعد عام 1983 صارت جزءًا من شعبية أجدابيا. بدءاً من عام 1998 وحتى عام 2001، صارت جزءًا من شعبية الواحات؛ جنبًا إلى جنب مع باقي شعبية أجدابيا القديمة. أصبحت جزءًا من شعبية أجدابيا الجديدة في عام 2001، لكن تم تصنيفها مرة أخرى ضمن منطقة الواحات المتسعة في عام 2007.